# Rectoria de Su
La Rectoria de Su, és una edifici que forma part de l'Inventari del Patrimoni Arquitectònic Català de Riner (Solsonès). És a tocar de l'església de Santa Maria de Su, també inventariada com a patrimoni arquitectònic català.

## Descripció

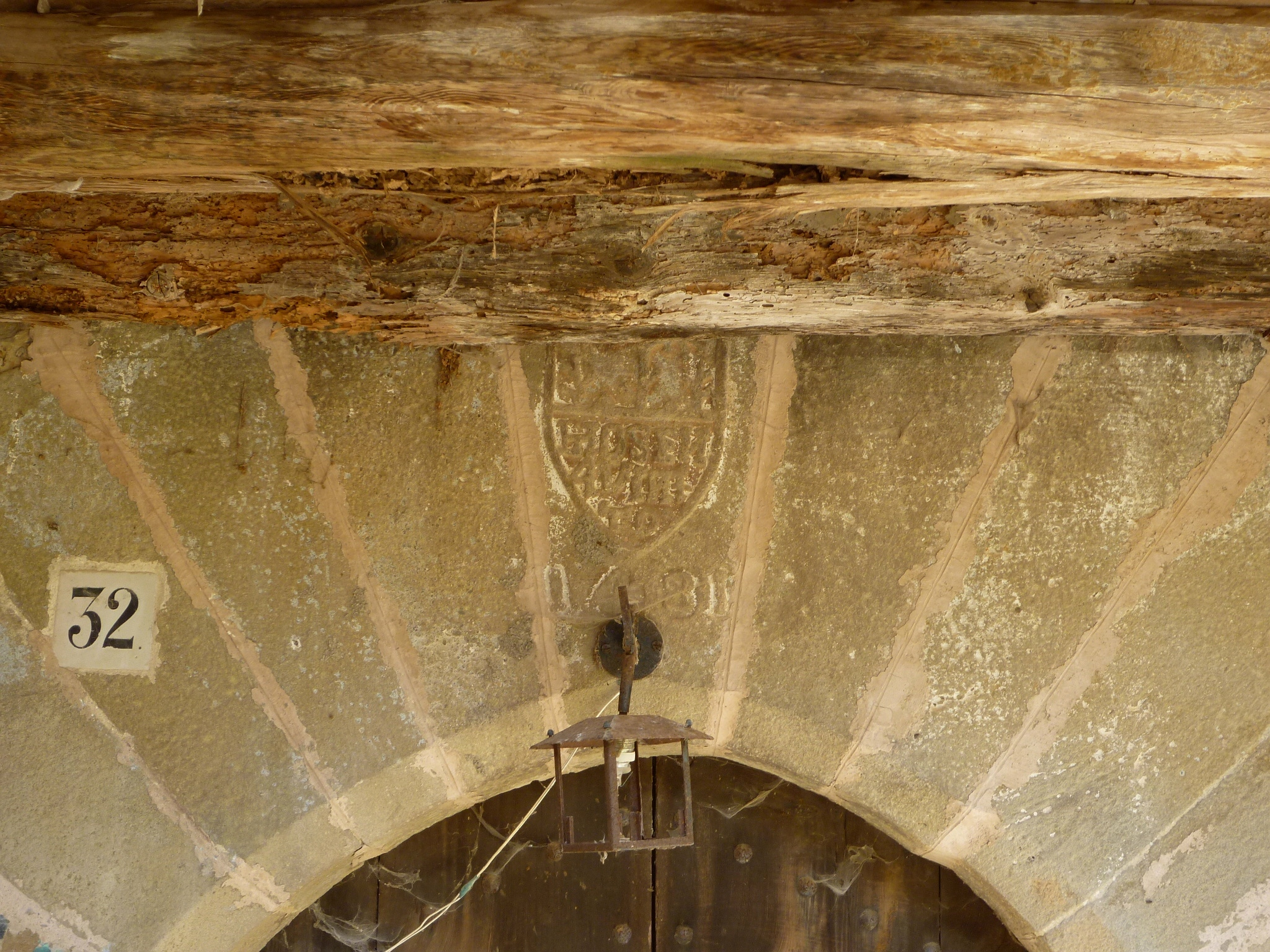
Inscripció a la clau del portal

És una casa de planta rectangular, orientada est-oest i amb teulada d'una sola vessant. A la façana principal hi ha una porta d'arc lleugerament apuntat i amb grans dovelles; al mig porta la data de construcció (1431). Al damunt de la porta hi ha una galeria apuntalada per un pilar de pedra. A cada costat de la casa hi ha adossades construccions posteriors.

### Notícies històriques
La rectoria, tal com està escrit en la porta, es construí l'any 1431 al costat de la primitiva església de Su. Davant de la casa hi havia l'antic cementiri, que quedava darrere de l'església, ja que la primitiva era orientada de diferent manera. A la part que ara hi correspon l'entrada principal, hi havia l'absis.